# Yazid II ibn 'Abd al-Malik
Yazīd b. ʿAbd al-Malik b. Marwān, o Yazīd II (Damasco, 690 – Irbid, 724), è stato il nono califfo omayyade e salì al potere nel 720, dopo la morte di ʿUmar II (b. ʿAbd al-ʿAzīz) e governò fino al 724.
Nonostante la brevità, il suo regno fu caratterizzato da avvenimenti importanti. Infatti, fin dalla sua ascesa al potere, il califfo dovette fronteggiare rivolte e campagne militari nei territori circostanti e, per rafforzare la posizione omayyade, egli introdusse le truppe originarie della Siria, designando suo fratello Maslama b. ʿAbd al-Malik, governatore d'Oriente.
Nel 720 sedò la contestazione organizzata dai kharigiti, col cui capo, Shawdhab, ʿUmar II stava negoziando. Shawdhab, inconsapevole della morte del califfo e, quindi, dell'ascesa al potere di Yazid II, avanzò trovando la morte a Kūfa.
Nel 721 fu risolta la questione sollevata in Iraq da Yazīd b. al-Muhallab, che era stato governatore dell'Iraq durante il califfato di Sulaymān ibn ʿAbd al-Malik, e che era stato destituito dal suo incarico e imprigionato da ʿUmar. Quando quest'ultimo morì, al-Muhallab riuscì a scappare e si rifiutò di giurare fedeltà al nuovo califfo, radunando anzi un piccolo esercito. Soltanto dopo aver conseguito vittorie importanti, come il controllo della città di Bassora, fu circondato e fermato dalle truppe di Maslama, che lo colpì a morte. Questo conflitto, però, fu continuato da Muʿāwiya b. Yazīd b. al-Muhallab, figlio di Yazīd al-Muhallab. Questi avanzò con i suoi seguaci (definiti Muhallabiti) verso Bassora, dove si stanziò, ma anche questo suo tentativo fallì. Difatti Maslama riuscì a sconfiggerlo e a prendere il controllo di Kūfa, Bassora e del Khorāsān.
Qui Maslama nominò governatore Saʿīd Khudhayna, considerato un uomo debole dai Turchi. Quando Saʿīd si accorse della loro attiva insubordinazione, che aveva spinto i Sogdiani a rifiutare l'Islam, eseguì una spedizione militare contro di essi. I musulmani furono più volte attaccati, ma riuscirono a prevalere e ad estendere il dominio omayyade anche in quelle terre.
Nel 722/23, a causa di un contrasto ideologico sorto in quelle regioni cristiane che veneravano determinate icone sacre, Yazīd emanò un decreto iconoclasta che prende il nome di “Editto di Yazīd”, con il quale egli richiedeva la distruzione di tutte le rappresentazioni umane ed animali, croci cristiane e immagini varie in tutto il califfato.
La fine del regno di Yazīd fu segnata dalla sua morte per tubercolosi nel 724 a Irbid. Nonostante le vittorie raggiunte, oggi viene presentato come uno “schiavo frivolo delle sue passioni” a causa dell'influenza negativa esercitata su di lui dalla nota cantante Ḥabāba e del raffinato gusto artistico e poetico di cui era dotato.
Gli succedette suo fratello Hishām.